# 宝城駅
宝城駅（ポソンえき）は、大韓民国全羅南道宝城郡にある韓国鉄道公社（KORAIL）慶全線の駅である。慶全線全線の複線電化工事が完成した後は木浦宝城線の新宝城駅に駅機能が移転する予定である。

## 駅構造
- 島式ホーム1面2線の地上駅。

## 歴史
- 1930年12月25日 - 普通駅として営業開始[1]。
- 2013年9月27日 - 南道海洋観光列車運行開始。

## 隣の駅
韓国鉄道公社
慶全線
得粮駅 - 宝城駅 - (広谷駅) - 鳴鳳駅